# Даглас Адамс
Даглас Адамс (енгл. Douglas Noël Adams; Кембриџ, 11. март 1952 — Санта Барбара, 11. мај 2001) је био британски радио-драматург и писац најпознатији по серијалу књига Аутостоперски водич кроз галаксију. За његовог живота, овај серијал је био продан у више од петнаест милиона примерака.
Адамс је био заговорник заштите животне средине и очувања, заљубљеник у брзе аутомобиле, технолошке иновације и Епл Мекинтош, и самопроглашени „радикални атеиста“.

## Образовање и рани рад
Адамс је рођен у Кембриџу и образован у Брентвуд школи у Есексу, где се спријатељио с Грифом Џонсом. Адамс је похађао Колеџ Светог Јована, где је 1974. године дипломирао енглеску књижевност.
Неки од његових раних радова су приказани на телевизији Би-Би-Си 2 1974. године. Ускоро га је „открио“ Грејам Чепмен из Монти Пајтона. Адамс је написао један од скечева у 45. епизоди Летећег циркуса.
Адамсов рани рад на радију укључује скечеве у програмима Беркис Веј и Њуз Хадлајнс, а и био је писац једне епизоде програма Доктор он д гоу.

## Аутостоперски водич кроз галаксију
Према Адамсу, идеја за Аутостоперски водич кроз галаксију је настала када је пијан лежао у пољу у Инзбруку у Аустрији, гледајући звезде. Лутао је носећи књигу Водич кроз Европу за аутостопере када је наишао на град где нико није причао за њега разумљив језик. Када се напио и отишао у поље да спава, био је инспирисан немогућношћу да комуницира са људима из тог града.
Аутостоперски водич кроз галаксију је оригинално настао као шестоделна радио серија на Би-Би-Си Радију 4 1978. године. Радио серија је била основа за серију књига, која је постала позната као „трилогија у пет наставака“, а касније и ТВ серију.

## Награде и номинације
| Година | Награда       | Рад                                                                 | Категорија                   | Резултат   | Референца |
| ------ | ------------- | ------------------------------------------------------------------- | ---------------------------- | ---------- | --------- |
| 1979   | Хјуго награда | Аутостоперски водич кроз галаксију (подељена са Џефријем Перкинсом) | Најбоља драмска презентација | Номинација |           |

## Радови
- The Private Life of Genghis Khan (1975)
- The Hitchhiker's Guide to the Galaxy (1978) (радио серија)
- The Pirate Planet (1978), a Doctor Who serial
- The Hitchhiker's Guide to the Galaxy (1979) (роман)
- City of Death (1979), a Doctor Who serial
- Shada (1979–1980), a Doctor Who serial
- The Restaurant at the End of the Universe (1980) (роман)
- A Liar's Autobiography (Volume VI) (1980)
- Life, the Universe and Everything (1982) (роман)
- The Meaning of Liff (1983 (књига)
- До виђења и хвала на свим рибама (1984) (роман)
- The Hitchhiker's Guide to the Galaxy (1984) (рачунарска игра)
- The Hitchhiker's Guide to the Galaxy: The Original Radio Scripts (1985)
- Young Zaphod Plays It Safe (short story) (1986)
- A Christmas Fairly Story
- Supplement to The Meaning of Liff (1986, with John Lloyd
  - The Utterly Utterly Merry Comic Relief Christmas Book (1986)
- Bureaucracy (1987) (рачунарска игра)
- Dirk Gently's Holistic Detective Agency (1987) (роман)
- The Long Dark Tea-Time of the Soul (1988) (роман)
- The Deeper Meaning of Liff (1990)
- Last Chance to See (1990) (књига)
- Mostly Harmless (1992) (роман)
- The Illustrated Hitchhiker's Guide to the Galaxy (1994)
- Douglas Adams's Starship Titanic: A Novel (1997)
- Starship Titanic (рачунарска игра) (1998)
- h2g2 (интернет пројекат) (1999)
- The Internet: The Last Battleground of the 20th century (радио серија) (2000)
- The Hitchhiker's Guide to the Future (радио серија) (2001)
- Parrots, the universe and everything (2001)
- The Salmon of Doubt (2002),
- The Hitchhiker's Guide to the Galaxy (2005) (филм)